# Андре Теве
Андре Теве (фр. André Thevet; 1516, м. Ангулем — 23 листопада 1590, Париж) — французький мандрівник, космограф, письменник; монах-францисканець.
Народився в м. Ангулем у сім'ї лікаря. З десяти років був у монастирі францисканців, де завів знайомство з кардиналом Жаном Лотаринзьким. У кінці 1540-х здійснив мандрівку до Італії. Завдяки підтримці кардинала, Теве у 1549—1552 мав змогу подорожувати країнами Східного Середземномор'я (країни т. зв. Леванту), побував також і в Стамбулі при дворі Сулеймана Пишного, де виконував різні дипломатичні доручення короля Франції. Про подорож він написав книгу.
У 1555—1557 А. Теве побував в експедиції у Південній Америці (як капелан).
Від 1558 жив у Парижі, служив при дворі. За Генріха II та Генріха ІІІ Теве був придворним космографом.
Андре Теве залишив по собі чималу літературну спадщину, декілька так зв. космографій, що були описами його подорожей та збірками відомостей, запозичених у інших авторів (наприклад, в тому числі, у Герберштейна), про чужоземні країни та народи.
Космографії містили інформацію про багатьох знаменитих людей Європи, в тому числі й представників українства. У своїх описах Русі-України, наведених у книзі «Всесвітня космографія» (Париж, 1575), Андре Теве в основному інтерпретує Герберштейна, проте він не просто переказував його відомості, а змінював їх і додавав свої.

## Твори
- Cosmographie de Levant (1554).
- Les Singularités de la France antarctique autrement nommée Amérique (Paris, 1557).
- La cosmographie universelle d'André Thevet, illustrée de diverses figures des choses plus remarquables veuës par l'auteur (2 volumes, 1575).